# Olympische Sommerspiele 2000/Badminton
Bei den Olympischen Sommerspielen 2000 in der australischen Metropole Sydney war Badminton zum dritten Mal Bestandteil des olympischen Programms. Es wurden insgesamt fünf Wettbewerbe – jeweils zwei für Frauen und Männer und ein Mixed – ausgetragen. Es nahmen 172 Athleten aus 28 Ländern teil. 
Austragungsort war der Pavillon 3 des The Dome and Exhibition Complex.

## Medaillenspiegel
| Medaillenspiegel |                        |   |   |   |        |
| Platz            | Land                   | G | S | B | Gesamt |
| 1                | Volksrepublik China    | 4 | 1 | 3 | 8      |
| 2                | Indonesien             | 1 | 2 | – | 3      |
| 3                | Südkorea               | – | 1 | 1 | 2      |
| 4                | Dänemark               | – | 1 | – | 1      |
| 5                | Vereinigtes Königreich | – | – | 1 | 1      |

Die Athleten der Volksrepublik China dominierten die Wettbewerbe im Badminton. Das wird daran deutlich, dass sie die Goldmedaillen in vier der fünf Wettbewerbe errangen. Mit acht von insgesamt fünfzehn zu vergebenden Medaillen gewannen die Chinesen über die Hälfte aller Medaillen in dieser Sportart. Zwei Europäische Nationen gewannen in Sydney Medaillen, eine silberne und eine bronzene. Damit wurde das Ergebnis der Badmintonwettbewerbe bei den Olympischen Sommerspielen 1992 von Barcelona eingestellt. Jedoch konnte nicht wie bei den Olympischen Sommerspielen 1996 in Atlanta durch den Dänen Poul-Erik Høyer Larsen im Herren-Einzel eine Goldmedaille verbucht werden. In Atlanta gingen die Goldmedaillen in den fünf Badminton-Wettbewerben an vier verschiedene Nationen. Auch wenn die Chinesen damals zwei Goldmedaillen mit nach Hause nahmen, gab es keine Dominanz in dieser Sportart.

## Wettbewerbe

### Männer

#### Herreneinzel
| Platz | Land | Athlet           |
| ----- | ---- | ---------------- |
| 1     | CHN  | Ji Xinpeng       |
| 2     | INA  | Hendrawan        |
| 3     | CHN  | Xia Xuanze       |
| 4     | DEN  | Peter Gade       |
| 5     | INA  | Taufik Hidayat   |
| 5     | INA  | Marleve Mainaky  |
| 5     | MAS  | Wong Choong Hann |
| 5     | CHN  | Sun Jun          |

Das Einzel-Turnier der Männer im Badminton wurde zwischen dem 17. und 23. September 2000 ausgetragen. In der Runde der 32 gewann der US-Amerikaner Kevin Han in zwei Sätzen mit 15:5 und 15:3 gegen den Kanadier Mike Beres. Es war der erste Sieg eines Amerikaners im Badminton bei Olympischen Spielen überhaupt, weswegen ihm die Tochter des amerikanischen Präsidenten Bill Clinton, Chelsea Clinton, gratulierte. Im Achtelfinale schied er dann gegen den späteren Olympiasieger aus. Das Turnier wurde von den Athleten aus Asien dominiert. Von den acht ins Viertelfinale eingezogenen Spielern stammten Sieben aus asiatischen Staaten. Nur der Däne Peter Gade konnte sich neben ihnen durchsetzen und erreichte sogar das kleine Finale um die Bronzemedaille. Dort unterlag er jedoch mit 13:15 und 5:15 in zwei Sätzen dem Chinesen Xia Xuanze. Für das Finale konnten sich Ji Xinpeng aus der Volksrepublik China und Hendrawan aus Indonesien qualifizieren. Der Chinese bezwang im Viertelfinale den Ersten der Weltrangliste, den Indonesier Taufik Hidayat, in zwei Sätzen mit 15:12 und 15:5. Im Halbfinale traf er auf Peter Gade. Das Finale im Herren-Einzel wurde am 23. September um 21:15 Uhr ausgetragen. Xinpeng konnte sich gegen Hendrawan in zwei Sätzen durchsetzen, die er mit 15:4 und 15:13 gewann. Laut seiner eigenen Aussage war ein entscheidender Faktor für den Erfolg von Ji Xinpeng Trainer Tang Xianhu. Dieser war zuvor noch der Trainer des Indonesiers Hendrawan gewesen.
Athleten aus Deutschland, Österreich und der Schweiz gehörten nicht zu den Teilnehmern.

#### Herrendoppel
| Platz | Land | Athlet                        |
| ----- | ---- | ----------------------------- |
| 1     | INA  | Candra Wijaya Tony Gunawan    |
| 2     | KOR  | Lee Dong-soo Yoo Yong-sung    |
| 3     | KOR  | Kim Dong-moon Ha Tae-kwon     |
| 4     | MAS  | Choong Tan Fook Lee Wan Wah   |
| 5     | GBR  | Simon Archer Nathan Robertson |
| 5     | INA  | Ricky Subagja Rexy Mainaky    |
| 5     | INA  | Eng Hian Flandy Limpele       |
| 5     | DEN  | Jens Eriksen Jesper Larsen    |

Zwischen dem 16. September und dem 21. September 2000 fand das Doppel-Turnier der Männer statt. Auch hier dominierten die Asiaten. Nur zwei Doppel aus Europa erreichten das Viertelfinale, wo sie jedoch ausschieden.

### Frauen

#### Dameneinzel
| Platz | Land | Athlet         |
| ----- | ---- | -------------- |
| 1     | CHN  | Gong Zhichao   |
| 2     | DEN  | Camilla Martin |
| 3     | CHN  | Ye Zhaoying    |
| 4     | CHN  | Dai Yun        |
| 5     | JPN  | Yasuko Mizui   |
| 5     | TPE  | Huang Chia-chi |
| 5     | KOR  | Kim Ji-hyun    |
| 5     | NED  | Mia Audina     |

#### Damendoppel
| Platz | Land | Athlet                            |
| ----- | ---- | --------------------------------- |
| 1     | CHN  | Ge Fei Gu Jun                     |
| 2     | CHN  | Huang Nanyan Yang Wei             |
| 3     | CHN  | Qin Yiyuan Gao Ling               |
| 4     | KOR  | Chung Jae-hee Ra Kyung-min        |
| 5     | INA  | Etty Tantri Cynthia Tuwankotta    |
| 5     | GBR  | Joanne Goode Donna Kellogg        |
| 5     | DEN  | Helene Kirkegaard Rikke Olsen     |
| 5     | NED  | Lotte Jonathans Nicole van Hooren |

### Mixed
| Platz | Land | Athlet                           |
| ----- | ---- | -------------------------------- |
| 1     | CHN  | Zhang Jun Gao Ling               |
| 2     | INA  | Tri Kusharyanto Minarti Timur    |
| 3     | GBR  | Simon Archer Joanne Goode        |
| 4     | DEN  | Michael Søgaard Rikke Olsen      |
| 5     | DEN  | Jens Eriksen Mette Schjoldager   |
| 5     | NED  | Chris Bruil Erica van den Heuvel |
| 5     | INA  | Bambang Suprianto Zelin Resiana  |
| 5     | KOR  | Kim Dong-moon Ra Kyung-min       |

Zwischen dem 16. und 21. September fand das Mixed-Turnier im Badminton bei den Olympischen Sommerspielen 2000 statt. Von den 32 Teams stammten zwei aus Deutschland. Björn Siegemund und Karen Stechmann schieden bereits in der ersten Runde in einem Spiel über drei Sätze mit dem Ergebnis 15:10, 7:15 und 10:15 gegen die Chinesen Zhang Jun und Gao Ling aus, die später die Goldmedaille gewannen. Das zweite deutsche Doppel Nicol Pitro und Michael Keck verlor im Achtelfinale gegen die Dänen Jens Eriksen und Mette Schjoldager in zwei Sätzen mit 7:15 und 6:15. Das Mixed-Turnier war das ausgeglichenste bei diesen Spielen. Im Viertelfinale stammten jeweils vier Doppel aus Asien und Europa.